# Celestus haetianus
Celestus haetianus là một loài thằn lằn trong họ Anguidae. Loài này được Cochran mô tả khoa học đầu tiên năm 1927.